# Steven Pienaar
Steven Pienaar (phát âm tiếng Afrikaans: [ˈstivən ˈpinɑːr]; sinh ngày 17 tháng 3 năm 1982) là một cựu cầu thủ bóng đá Nam Phi. Anh chủ yếu đóng vai trò như một cầu thủ chạy cánh. Anh có thể chơi ở cả hai bên phải hoặc cánh trái và như một tiền vệ tấn công. Pienaar trước đây đã từng chơi cho Ajax Cape Town, Ajax Amsterdam, Borussia Dortmund, Tottenham Hotspur và Everton.

## Sự nghiệp cầu thủ

### Ajax Cape Town
Pienaar được sinh ra ở Johannesburg. Anh bắt đầu sự nghiệp chuyên nghiệp của mình tại Ajax Cape Town, từ nhà của anh ở Johannesburg đến Cape Town là 1.400 km (870 mi). Anh đã nhận được lời mời của Ajax Cape Town trong khi chơi cho các trường học xuất sắc và đã được yêu cầu tham gia học viện thanh thiếu niên của họ. Pienaar nói: "Tôi đã rất may mắn để đi đến các trường học xuất sắc năm 2000, để có thể đánh bóng kỹ thuật và tài năng mà Chúa đã cho tôi và để tìm hiểu làm thế nào để sử dụng nó theo cách mà Chúa đã muốn tôi, tôi đã may mắn để làm việc với huấn luyện viên người Hà Lan Leo van Veen, người đã giúp tôi ở Ajax Cape Town... ông đánh giá cao cách tôi chơi nhưng đồng thời ông đã thay đổi tâm lý của tôi. ông dạy tôi làm thế nào để chuẩn bị cho các trò chơi, không chỉ chơi để làm hài lòng đám đông mà còn làm thế nào để chơi cho đội bóng. "
Tại Ajax Cape Town ông đã giành được Rothman Cup, đánh bại Orlando Pirates 4-1 trong trận chung kết vào ngày 13 năm 2000, trong trận đấu cuối cùng của mình cho câu lạc bộ.

### Ajax
18 tuổi, anh đã được đưa sang Hà Lan vào tháng 1 năm 2001, nhưng đã không thể thi đấu ở Eredivisie cho đến ngày 24 tháng 2 năm 2002 - trong chiến thắng 1-0 trước NAC Breda. Anh trở thành một thành viên quan trọng của đội bóng Ajax đã giành được chức vô địch quốc gia Hà Lan vào năm 2002 và năm 2004. Pienaar là một trong những cầu thủ tốt nhất của Ajax cùng với các ngôi sao như Zlatan Ibrahimovic, Maxwell, Cristian Chivu, Mido, Nigel de Jong, Rafael van der Vaart, Wesley Sneijder và đồng đội tương lai tại Everton là John Heitinga. Andy van der Meyde, người đã có một thời gian đáng quên tại Goodison Park, cũng là trong đội hình của Ajax.

### Borussia Dortmund
Vào tháng 1 năm 2006, câu lạc bộ Đức Borussia Dortmund ký hợp đồng với Pienaar có thừi hạn ba năm từ Ajax. Được xem như là sự thay thế cho cầu thủ đã chuyển sang thi đấu cho Arsenal, Tomáš Rosický, năm đầu tiên của Pienaar với Borussia Dortmund, người ta thấy anh nhận được chiếc áo số 10 bỏ trống của tiền vệ người Cộng hòa Séc. Pienaar phải vật lộn tại Dortmund và không bao giờ được trọng dụng.

### Everton
Pienaar gia nhập Everton theo bản hợp đồng cho mượn trong mùa giải 2007-08 và sau đó đã ký một hợp đồng ba năm từ Dortmund với mức phí 2.000.000 bảng sau khi nộp một khoản phí cho vay ban đầu 350.000 bảng vào tháng 4 năm 2008. Pienaar có trận ra mắt cho Everton trong chiến thắng 2-1 trên nhà trước Wigan Athletic vào 11 tháng 8 năm 2007, thay thế Leon Osman ở phút 73. Pienaar ghi bàn thắng đầu tiên của mình cho Everton trong chiến thắng 2-0 trên sân nhà trước Middlesbrough vào ngày 30 tháng 9. Anh đã có một số màn trình diễn nổi bật và điều này đã dẫn đến nhiều câu lạc bộ quan tâm tới anh. Mặc dù vắng mặt mười một trận đấu vì chấn thương, Pienaar của Everton được giải Cầu thủ của Mùa giải 2009-10.

### Tottenham Hotspur
Vào tháng 1 năm 2011, cả Chelsea và Tottenham Hotspur đều tỏ ý muốn mua Pienaar từ Everton trước khi cầu thủ người Nam Phi gia nhập Tottenham với mức phí 3 triệu bảng Anh theo bản hợp đồng bốn năm. Anh đã ra mắt Tottenham trong trận hòa 1-1 trên sân Newcastle United. Trong tháng 8 năm 2011, Pienaar bị chấn thương háng, phải nghỉ thi đấu sáu tuần. Pienaar ghi bàn thắng đầu tiên cho Tottenham trong chiến thắng 4-0 trước Shamrock Rovers tại Europa League vào ngày 15 tháng Mười Hai. Pienaar đã bị hành hạ bởi chấn thương dai dẳng và không thể hiện được nhiều trong các trận đấu mà hiếm hoi mà anh có mặt trong đội.

### Trở lại Everton
Vào cuối ngày ngày thời hạn chuyển giao trong tháng 1 năm 2012, Pienaar đã quay trở lại với Everton theo bản hợp đồng cho mượn sáu tháng. Anh ra mắt lần thứ hai của mình cho câu lạc bộ trong một trận hòa 1-1 với Wigan Athletic, và ghi bàn thắng đầu tiên của mình trong chiến thắng 2-0 trước Chelsea một tuần sau đó. Pienaar kết thúc mùa giải với bàn thắng vào lưới Newcastle United. Trong một cuộc phỏng vấn sau trận đấu, anh mong muốn được tái gia nhập Everton. Mặc dù chỉ chơi trong 14 trận, và không được thi đấu FA Cup, Pienaar kết thúc mùa giải của mình với sáu đường kiến tạo, nhiều hơn bất cứ cầu thủ nào tại Everton. Anh cũng ghi được bốn bàn thắng, đó là phong độ tốt nhất của anh trong năm mùa giải với câu lạc bộ.
Việc mua đứt đã được thống nhất vào tháng 7 năm 2012, Everton trả Tottenham Hotspur một mức phí 4,5 triệu bảng. Vào 25 tháng 8 năm 2012, anh ghi bàn thắng đầu tiên kể từ khi ký hợp đồng dài hạn, trong một chiến thắng 3-1 trước Aston Villa. Vào ngày 9 tháng 12, Pienaar ghi được một bàn thắng trước Tottenham Hotspur, bàn thắng thứ 1.000 của Everton tại Premier League, giống như họ chiến thắng 2-1 tại Goodison Park. Pienaar bị đuổi khỏi sân vì rút hai chiếc thẻ vàng hai lần trong một mùa giải, trong trận đấu với Queens Park Rangers và Manchester City. Everton hòa 1-1 với QPR và đánh bại Manchester City 2-0. Pienaar kết thúc mùa giải với bảy bàn thắng, anh đã từng ghi bàn trong một mùa giải với Everton. Trong tháng mười, Pienaar đã ra sân trong trận gặp Hull City và ghi bàn thắng trong chiến thắng 2-1.

### Đội tuyển quốc gia
Là một cựu cầu thủ U-17 Nam Phi, anh ra mắt đội tuyển bóng đá quốc gia Nam Phi trong chiến thắng 2-0 trước Thổ Nhĩ Kỳ vào năm 2002 và từ đó đã ra sân 61 lần và ghi ba bàn thắng. Anh tham gia tại các kỳ World Cup 2002 và 2010.
Vào ngày 2 tháng 10 năm 2012, anh tuyên bố kết thúc sự nghiệp thi đấu quốc tế.

#### Bàn thắng
| # | Ngày                | Nơi thi đấu           | Đối thủ      | Bàn thắng | Tỉ số | Giải đấu                 |
| - | ------------------- | --------------------- | ------------ | --------- | ----- | ------------------------ |
| 1 | 3 tháng 7 năm 2004  | Johannesburg, Nam Phi | Burkina Faso | 1–0       | 2–0   | Vòng loại World Cup 2006 |
| 2 | 26 tháng 3 năm 2005 | Johannesburg, Nam Phi | Uganda       | 2–1       | 2–1   | Vòng loại World Cup 2006 |
| 3 | 9 tháng 2 năm 2011  | Rustenburg, Nam Phi   | Kenya        | 2–0       | 2–0   | Giao hữu quốc tế         |

## Thành tích
Tính đến ngày 11 tháng 4 năm 2015.
| Câu lạc bộ         | Mùa giải  | Giải VĐQG | Giải VĐQG | Cúp  | Cúp | League Cup | League Cup | Châu lục | Châu lục | Khác | Khác | Tổng | Tổng |
| Câu lạc bộ         | Mùa giải  | Trận      | Bàn       | Trận | Bàn | Trận       | Bàn        | Trận     | Bàn      | Trận | Bàn  | Trận | Bàn  |
| ------------------ | --------- | --------- | --------- | ---- | --- | ---------- | ---------- | -------- | -------- | ---- | ---- | ---- | ---- |
| Ajax Cape Town     | 1999–2000 | 13        | 5         | 0    | 0   | 0          | 0          | –        | –        | –    | –    | 13   | 5    |
| Ajax Cape Town     | 2000–01   | 11        | 1         | 0    | 0   | 0          | 0          | –        | –        | –    | –    | 11   | 1    |
| Ajax Cape Town     | Tổng      | 24        | 6         | 0    | 0   | 0          | 0          | –        | –        | –    | –    | 24   | 6    |
| Ajax               | 2001–02   | 8         | 1         | 0    | 0   | –          | –          | 0        | 0        | 0    | 0    | 8    | 1    |
| Ajax               | 2002–03   | 31        | 5         | 2    | 0   | –          | –          | 12       | 2        | 0    | 0    | 45   | 7    |
| Ajax               | 2003–04   | 16        | 3         | 0    | 0   | –          | –          | 5        | 0        | 0    | 0    | 21   | 3    |
| Ajax               | 2004–05   | 24        | 4         | 2    | 0   | –          | –          | 4        | 0        | 1    | 1    | 31   | 5    |
| Ajax               | 2005–06   | 15        | 2         | 0    | 0   | –          | –          | 9        | 0        | 2    | 0    | 26   | 2    |
| Ajax               | Tổng      | 94        | 15        | 4    | 0   | –          | –          | 30       | 2        | 3    | 1    | 131  | 18   |
| Borussia Dortmund  | 2006–07   | 25        | 0         | 2    | 0   | 0          | 0          | 0        | 0        | 0    | 0    | 27   | 0    |
| Borussia Dortmund  | Tổng      | 25        | 0         | 2    | 0   | 0          | 0          | 0        | 0        | 0    | 0    | 27   | 0    |
| Everton (cho mượn) | 2007–08   | 28        | 2         | 1    | 0   | 3          | 0          | 8        | 0        | 0    | 0    | 40   | 2    |
| Everton            | 2008–09   | 28        | 2         | 6    | 0   | 0          | 0          | 1        | 0        | 0    | 0    | 35   | 2    |
| Everton            | 2009–10   | 30        | 4         | 2    | 0   | 0          | 0          | 6        | 3        | 0    | 0    | 38   | 7    |
| Everton            | 2010–11   | 18        | 1         | 0    | 0   | 2          | 0          | 0        | 0        | 0    | 0    | 20   | 1    |
| Everton            | Tổng      | 104       | 9         | 9    | 0   | 5          | 0          | 15       | 3        | 0    | 0    | 133  | 12   |
| Tottenham Hotspur  | 2010–11   | 8         | 0         | 1    | 0   | 0          | 0          | 2        | 0        | 0    | 0    | 11   | 0    |
| Tottenham Hotspur  | 2011–12   | 2         | 0         | 2    | 0   | 0          | 0          | 3        | 1        | 0    | 0    | 7    | 1    |
| Tottenham Hotspur  | Tổng      | 10        | 0         | 3    | 0   | 0          | 0          | 5        | 1        | 0    | 0    | 18   | 1    |
| Everton (cho mượn) | 2011–12   | 14        | 4         | –    | –   | –          | –          | –        | –        | –    | –    | 14   | 4    |
| Everton            | 2012–13   | 35        | 6         | 4    | 1   | 1          | 0          | 0        | 0        | 0    | 0    | 40   | 7    |
| Everton            | 2013–14   | 23        | 1         | 2    | 0   | 0          | 0          | 0        | 0        | 0    | 0    | 25   | 1    |
| Everton            | 2014–15   | 9         | 0         | 0    | 0   | 0          | 0          | 2        | 0        | 0    | 0    | 11   | 0    |
| Everton            | Tổng      | 81        | 11        | 6    | 1   | 1          | 0          | 2        | 0        | 0    | 0    | 90   | 12   |
| Tổng cộng          | Tổng cộng | 338       | 41        | 24   | 1   | 6          | 0          | 52       | 6        | 3    | 1    | 423  | 49   |